# Mario Masanés
Mario Masanés Jimeno (* 18. Dezember 1927 in Santiago de Chile; † 1979) war ein chilenischer Radrennfahrer und nationaler Meister im Radsport.

## Sportliche Laufbahn
Masanés war im Bahnradsport und im Straßenradsport aktiv. 1948 war er Teilnehmer der Olympischen Sommerspiele in London. Im Sprint schied er im Vorlauf gegen Mario Ghella aus, gewann den Hoffnungslauf gegen Adolfo Romero und verlor in der nächsten Runde gegen Reg Harris. 
Das olympische Straßenrennen beendete er nicht. Chile kam mit Mario Masanés, Exequiel Ramírez, Rogelio Salcedo und Renato Iturrate nicht in die Mannschaftswertung.
Bei den Panamerikanischen Spielen 1951 in Buenos Aires wurde er Dritter im Sprint.

## Familiäres
Sein Bruder Hernán Masanés war ebenfalls Radrennfahrer und Olympiateilnehmer.